# Columbarium veridicum
Columbarium veridicum es una especie de molusco gasterópodo de la familia Turbinidae.

## Distribución geográfica
Se encuentra en Nueva Zelanda